# Maresa Jacobse
Maresa Rianne Jacobse (Alkmaar, 30 juli 1986) is een Nederlandse schrijver en vertaler.
Jacobse begint haar carrière op veertienjarige leeftijd, als zij Rotzooi schrijft. Uitgeverij Kluitman brengt dit manuscript in september 2003 uit. In 2006 verschijnen er drie boeken van haar hand, die samen de trilogie Wat je al niet moet doen voor... vormen. Deze chicklit-serie voor jonge meiden bestaat uit Wat je al niet moet doen voor een zoen, Wat je al niet moet doen voor je vrienden en Wat je al niet moet doen voor de liefde.
Ze werkt als freelance vertaler, docent en auteur voor onder andere Ze.nl, Kluitman en tijdschrift Tina. Sinds april 2009 heeft ze daarbij een eigen bedrijf. Ze schrijft onder het pseudoniem Samantha Era de serie Anky's Manegemeiden. Sinds 2010 houdt Jacobse zich ook bezig met (online) marketing en vormgeving.

## Opleidingen en onderwijs
Maresa Jacobse heeft basisonderwijs gevolgd op de Liereland in Alkmaar, een school voor daltononderwijs. Na groep acht is zij op het Jan van Scorel College (tegenwoordig Stedelijk Dalton College Alkmaar) ingeschreven op het atheneum. Na twee jaar is zij havo-onderwijs gaan volgen, waarvoor zij in 2003 haar diploma behaalde. Jacobse studeerde daarna Nederlands aan de Educatieve Hogeschool van Amsterdam en slaagde hiervoor in 2007.
Jacobse heeft tijdens haar studie lesgegeven op diverse scholen in Alkmaar en omgeving, zoals het Willem Blaeu in Alkmaar en het Regiocollege te Purmerend. In 2007 begon zij met het verzorgen van cursussen creatief schrijven voor de Volksuniversiteit in Alkmaar. Tegenwoordig verzorgt zij deze cursussen via haar eigen bedrijf.

## Jeugdromans
- Rotzooi (2003)
- Wat je al niet moet doen voor een zoen (2006)
- Wat je al niet moet doen voor je vrienden (2006)
- Wat je al niet moet doen voor de liefde (2006)
- Zomers in Zuid-Frankrijk - deel 1: Jamie (2011)
- Zomers in Zuid-Frankrijk - deel 2: Melissa (2012)
- Zomers in Zuid-Frankrijk - deel 3: Janna (2014)
- Zomers in Zuid-Frankrijk - deel 4: Lily (2016)

## Kinderboeken (onder pseudoniem Samantha Era)
- Geheim spel, Britt aan de bal - deel 2 (2018)
- De aftrap, Britt aan de bal - deel 1 (2017)
- De manege voert actie! (2015)
- Eindelijk vakantie! (2015)
- Een prijs met glans! (2015)
- Fleur gaat van start! (2015)
- Anky voert actie! (2011)
- Anky viert vakantie! (2011)
- Anky wint met glans! (2009)
- Anky gaat van start! (2009)

## Korte verhalen en publicaties
- Hoofdprijs schrijfwedstrijd Valentijngenootschap 2019 (Spawn)
- Hoofdprijs korte verhalen Kunstbende Noord-Holland (De Lantaarn)
- Columns en artikelen Ze.nl
- Mijn zomer (Margriet, eerste prijs zomerverhalenwedstrijd 2007)
- Feuilleton Noord-Hollands Dagblad (vervolgverhaal): deel 11
- Feuilleton Noord-Hollands Dagblad (vervolgverhaal): slot
- Korte verhalen weekblad Tina

## Kinderboeken/voorleesboeken
- Mijn Voorleesboek (i.s.m. Het Redactiepakhuis, april 2012)

## Vertalingen
- De jongen van hiernaast (2009)
- Waanzinnig liefdesdagboek: nu of nooit! (2008)
- Waanzinnig liefdesdagboek (2008)
- Supermodels: Honey (i.s.m. Merel Leene, 2008)
- Supermodels: Laura (i.s.m. Merel Leene, 2008)
- Gossip & Paparazzi (2008)
- Designerjurkje vs. spijkerbroek (2008)